# Комиссия по атомной энергии Бангладеш
Комиссия по атомной энергии Бангладеш является научно-исследовательской организацией и регулирующим органом Бангладеш . Его главная цель — содействие использованию атомной энергии в мирных целях. Он был создан 27 февраля 1973 года, после обретения Бангладеш независимости, Комиссия по атомной энергии Пакистана больше не имела юрисдикции.

## Главное управление
Сначала BAEC начала свою деятельность в здании Научно-исследовательского института джута . После этого его перевели в кампус Университета Дакки на проспекте Кази Назрул Ислам, 4. До 1988 года на бангладешском языке оно писалось «Бангладеш Анобик Шакти Камишон» (литературное значение: Комиссия по молекулярной энергии Бангладеш), с тех пор оно было переименовано в «Бангладеш Параману Шакти Камишон» (Комиссия по атомной энергии Бангладеш (BAEC)). В 2006 году штаб-квартира (штаб-квартира) BAEC была перенесена в недавно построенное здание «Пороману Бхабан» в Агаргаоне, Шер Бангла Нагар, Дакка, которое находится рядом с музеем науки в Бангладеш. Вся научно-исследовательская деятельность BAEC ведется по трем направлениям: физические науки, биологические науки и инженерия .

## Исследовательские организации
- Центр атомной энергии, Дакка ,
- Научно-исследовательский институт атомной энергии (AERE), Савар
  - Институт ядерной науки и технологий (ИНСТ)
  - Институт пищевой и радиационной биологии (IFRB)
  - Институт электроники (ИЭ)
  - Институт компьютерных наук (ICS)
  - Блок эксплуатации и технического обслуживания реактора (РОМУ)
  - Отдел банка тканей и исследований биоматериалов (TBBRU)
  - Подразделение ядерных полезных ископаемых (NMU)
  - Центральные инженерные сооружения (ЦЭФ)
  - Энергетический институт (ЭИ)
  - Институт радиационных и полимерных технологий (ИРПТ)
  - Учебный институт (TI)
  - Отдел научной информации (SIU)
- Отдел ядерной безопасности и радиационного контроля (NS&RCD)
- Лаборатория радиационных испытаний и мониторинга (RTML), Читтагонг
- Центр разработки полезных ископаемых пляжного песка (BSMEC), Кокс-Базар
- Отдел ядерной энергетики и энергетики (NPED)
- Институт ядерной медицины и ультразвука
  - INMAS, кампус BSMMU, Шахбаг, Дакка
  - INMAS, Кампус Медицинского колледжа Дакки, Дакка
  - INMAS, Кампус Медицинского колледжа СС, Митфорд
  - INMAS, Кампус Медицинского колледжа Читтагонга
  - INMAS, Кампус Медицинского колледжа Майменсингха
  - INMAS, Кампус Медицинского колледжа Силхет
  - INMAS, Кампус Медицинского колледжа Раджшахи
  - INMAS, Кампус Медицинского колледжа Динаджпура
  - INMAS, кампус медицинского колледжа Рангпур
  - INMAS, кампус медицинского колледжа Кхулна
  - INMAS, кампус медицинского колледжа Барисал
  - INMAS, кампус медицинского колледжа Фаридпура
  - INMAS, Кампус Медицинского колледжа Богра
  - INMAS, кампус медицинского колледжа Комилла
  - ИНМАС, Калатоли, Кокс-Базар

## Меморандум о взаимопонимании с Росатомом
BAEC signed a memorandum of understanding (MoU) with Rosatom in 2009 to enhance cooperation between the two countries in the peaceful use of nuclear energy. The MoU lays the groundwork for negotiations to set up the 600—1000 MW Ruppur Nuclear Power Plant in Bangladesh.
1. ↑  ROR Data — v1.19 — 2023. — doi:10.5281/ZENODO.7644942
2. ↑  Welcome To Bangladesh Atomic Energy Commission. Дата обращения: 22 августа 2009. Архивировано из оригинала 12 октября 2009 года.
3. ↑  MoU binding Bangladesh and Russia on nuclear power plant. the Nuclear Informer (13 мая 2009). Архивировано 26 февраля 2012 года.